# Бур Сен Бернар
Бур Сен Бернар (фр. Bourg-Saint-Bernard) насеље је и општина у јужној Француској у региону Миди Пирене, у департману Горња Гарона која припада префектури Тулуз.
По подацима из 2011. године у општини је живело 934 становника, а густина насељености је износила 56,27 становника/km². Општина се простире на површини од 16,6 km². Налази се на средњој надморској висини од 250 метара (максималној 253 m, а минималној 156 m).

## Демографија
| 1962. | 1968. | 1975. | 1982. | 1990. | 1999. | 2011. |
| ----- | ----- | ----- | ----- | ----- | ----- | ----- |
| 590   | 605   | 585   | 584   | 659   | 772   | 934   |

График промене броја становника у току последњих година